# Alexander Fällström
Alexander Fällström, född 15 september 1990, är en svensk professionell ishockeyspelare. Han spelar för närvarande för Djurgården Hockey i Svenska Hockeyligan. Fällström spelade tidigare för Providence Bruins i American Hockey League. Fällström spelade i juniorhockeylaget i Djurgården innan han flyttade till USA för att spela för Harvard i NCAA.